# Ilija Brozović
Pour les articles homonymes, voir Brozović.
Ilija Brozović, né le 26 mai 1991 à Split, est un handballeur croate. Il évolue au poste de pivot dans le club allemand du TSV Hannover-Burgdorf et en équipe nationale de Croatie .

## Palmarès

### En club
- Vainqueur du Champion de Croatie (4) : 2012, 2013, 2014, 2015
- Vainqueur de la Coupe de Croatie (4) : 2012, 2013, 2014 , 2015
- Vainqueur de la Coupe d'Allemagne (1) : 2017

### En équipe nationale
- 6e place au Championnat du monde 2015 au Qatar
- Médaille de bronze au Championnat d'Europe 2016 en Pologne
- 5e place aux Jeux olympiques 2016 au Brésil
- Médaille d'argent au Championnat d'Europe 2020 au Danemark et en Allemagne
- 15e place au Championnat du monde 2021 en Égypte